# Ośrodek Narciarski Henryk-Ski w Krynicy
Ośrodek Narciarski Henryk-Ski w Krynicy – ośrodek narciarski położony w centrum Krynicy-Zdroju, w Beskidzie Sądeckim na wschodnim zboczu Krzyżowej (ok. 812 m n.p.m), w jego dolnej części, nad ul. Jarosława Dąbrowskiego (na zachodnim zboczu doliny potoku Kryniczanka).

## Wyciągi i trasy
W skład kompleksu wchodzą:
- (A, Henryk I) 4-osobowy wyciąg krzesełkowy o długości 450 m i przepustowości 2000 osób na godzinę i przewyższeniu – 88 m, obok, równolegle do niego
- (B, Mateusz) wyciąg orczykowy o długości 350 m i przepustowości 800 osób na godzinę, przewyższeniu – 70 m
- (C, Tomek) wyciąg (zaczepowy) dla dzieci o długości 150 m, przewyższeniu 30 m i przepustowości 400 osób na godzinę
- (D, Kubuś) wyciąg taśmowy dla dzieci o długości 80 m, przewyższeniu 15 m i przepustowości 300 osób na godzinę.

Po obu stronach biegnących blisko siebie wyciągów A i B biegną łatwe trasy narciarskie, natomiast w szkółce narciarskiej, między wyciągami C i D – bardzo łatwe trasy. Ośrodek oferuje warunki narciarskie dla rodzin z małymi dziećmi. Wszystkie trasy są sztucznie naśnieżane, ratrakowane i oświetlone.
Stacja jest członkiem Stowarzyszenia Polskie stacje narciarskie i turystyczne.

## Pozostała infrastruktura
Ze względu na położenie ośrodka w centrum Krynicy, narciarze i snowboardziści mają do dyspozycji bogatą infrastrukturę i całą gamę atrakcji w okolicy.
Przy dolnej stacji wyciągu krzesełkowego znajdują się:
- szkoła narciarska
- serwis sprzętu
- wypożyczalnia sprzętu narciarskiego
- gospoda „U Krakowiaka”
- parking (drugi parking znajduje się w pobliżu górnej stacji wyciągu).

W skład kompleksu Henryk-Ski wchodzą również dwa pensjonaty: „Henryk” i „Henryk II”.

## Operator
Właścicielem ośrodka jest Henryk Hajdziński.

## Historia
Wyciąg krzesełkowy został uruchomiony 2 stycznia 2015 roku.

## Plany na przyszłość
Inwestor planuje, że dzięki wybudowaniu wiaduktu nad ul. Zamkową istniejący wyciąg krzesełkowy i trasy narciarskie zostaną przedłużone o 200 m, a po ostatecznej rozbudowie będą miały 1300 m i będą zaczynać się na szczycie Krzyżowej.